# Campeonato de Colombia de Ciclismo BMX
El Campeonato de Colombia de Ciclismo BMX es una competencia anual organizada por la Federación Colombiana de Ciclismo que otorga el título de Campeón de Colombia en la modalidad de BMX. El ganador o ganadora tiene derecho a vestir, durante un año, el maillot con los colores de la bandera de Colombia en las pruebas de Ciclismo BMX por todo el mundo.
Este campeonato se disputa desde 2010. Su primer ganador fue Carlos Mario Oquendo en masculino y Mariana Pajón en femenino.

## Palmarés masculino

### Élite
| Edición | Oro                  | Plata                | Bronce               |
| ------- | -------------------- | -------------------- | -------------------- |
| 2010    | Carlos Mario Oquendo | -                    | -                    |
| 2011    | Carlos Mario Oquendo | Andrés Jiménez       | Jonathan Villa       |
| 2012    | Augusto Castro       | Carlos Mario Oquendo | Andrés Arenas        |
| 2013    | Andrés Jiménez       | Sergio Salazar       | José Luis Díaz       |
| 2014    | Miguel Calixto       | Juan Pablo Arboleda  | Carlos Mario Oquendo |
| 2015    | Carlos Mario Oquendo | Sergio Salazar       | Miguel Calixto       |
| 2016    | Carlos Ramírez Yepes | Carlos Mario Oquendo | Miguel Calixto       |
| 2017    | Diego Arboleda       | Juan Carlos Díaz     | Juan Rios            |
| 2018    | Juan Carlos Díaz     | Miguel Calixto       | Samuel Zuleta        |
| 2019    | Diego Arboleda       | Carlos Ramírez Yepes | Carlos Mario Oquendo |

## Palmarés femenino

### Élite
| Edición | Oro             | Plata                   | Bronce           |
| ------- | --------------- | ----------------------- | ---------------- |
| 2011    | Mariana Pajón   | Andrea Zuluaga          | Estefanía Gómez  |
| 2012    | Estefanía Gómez | -                       | -                |
| 2013    | Mariana Pajón   | Estefanía Gómez         | Sofía Arenas     |
| 2014    | Mariana Pajón   | Laura Roncandio         | Manuela Valencia |
| 2015    | Mariana Pajón   | Estefanía Gómez         | Laura Roncandio  |
| 2016    | Mariana Pajón   | Maria Osorno            | Andrea Escobar   |
| 2017    | Mariana Pajón   | Andrea Escobar          | Maria Londoño    |
| 2018    | Maria Restrepo  | Maria Londoño           | María Osorio     |
| 2019    | Mariana Pajón   | Gabriela Bolle Carrillo | Maria Restrepo   |